# Manama Club
Il Manama Club, meglio noto come Manama, è una società polisportiva bahreinita con sede nella città di Manama.
Il Manama, in passato denominato Al Taj, è noto soprattutto per la sua sezione di pallacanestro nel Golfo Persico e in Asia. Infatti ha vinto due campionati del golfo, ed è stato il primo club del Bahrein e il secondo club del golfo ad arrivare al terzo posto nella ABC Champions Cup 2000. Inoltre, il Manama ha vinto più di 45 titoli nazionali. Discorso diverso per la sezione calcistica, meno vittoriosa, ma che nel 2017 è riuscita a vincere due competizioni, la Coppa del Re del Bahrein e la Supercoppa di Bahrein.

## Palmarès

### Competizioni nazionali
- Coppa del Re del Bahrein: 1

2016-2017
- Supercoppa di Bahrein: 1

2017